# Synplasta pseudingeniosa
Synplasta pseudingeniosa är en tvåvingeart som beskrevs av Zaitzev 1993. Synplasta pseudingeniosa ingår i släktet Synplasta och familjen svampmyggor. Enligt den finländska rödlistan är arten otillräckligt studerad i Finland. Arten är reproducerande i Sverige. Artens livsmiljö är naturmoskogar. Inga underarter finns listade i Catalogue of Life.